# Walckenaeria katanda
Walckenaeria katanda är en spindelart som beskrevs av Marusik, Hippa och Koponen 1996. Walckenaeria katanda ingår i släktet Walckenaeria och familjen täckvävarspindlar. Inga underarter finns listade i Catalogue of Life.